# Leptacodon
Il leptacodonte (gen. Leptacodon) è un mammifero insettivoro, appartenente ai nittiteriidi. Visse tra il Paleocene inferiore e l'Eocene inferiore (circa 65 - 52 milioni di anni fa) e i suoi resti fossili sono stati ritrovati in Nordamerica e in Europa.

## Descrizione
Questo animale doveva essere simile a un toporagno ma è noto solo per denti, mascelle e mandibole. I molari superiori e il quarto premolare superiore erano dotati di un forte cingulum esterno, con stili rudimentali e un piccolo ipocono prominente (particolarmente ridotto sul P4). Il protocono era grande e a forma di mezzaluna, e terminava in piccoli conuli. Il ramo principale della mandibola era basso e allungato; i forami mandibolari anteriore e posteriore si trovavano rispettivamente davanti e dietro al terzo premolare inferiore. Il ramo montante aveva un condilo basso, un'apofisi coronoide bassa e larga con una fossa per il massetere profonda e un'apofisi angolare prominente. La fila dentaria formava una serie continua. La formula dentaria inferiore era costituita da due o tre incisivi, un canino, quattro premolari e tre premolari. Il canino e il primo premolare erano a radice singola, mentre il secondo e terzo premolare erano a due radici. Il quarto premolare, molariforme, differiva dai molari per il paraconide di dimensioni maggiori e per l'assenza di un ipoconulide ma possedeva, come i molari, un trigonide elevato con un protoconide voluminoso. La taglia dei molari diminuiva dal primo al terzo; il talonide del terzo molare inferiore era stretto e lungo, e possedeva un ipoconulide più sviluppato degli altri.

## Classificazione
Il genere Leptacodon venne descritto per la prima volta da William Diller Matthew e Walter Granger nel 1921, sulla base di resti fossili ritrovati in terreni del Paleocene superiore del Colorado; la specie tipo è Leptacodon tener, nota anche in Alberta, Montana, North Dakota e Wyoming. A questo genere sono state poi ascritte numerose altre specie, come L. proserpinae (Paleocene inferiore del Montana), L. acherontus e L. choristus (Paleocene superiore del Wyoming), L. packi (Paleocene superiore di Alberta, Montana e Wyoming), L. minusculum (Paleocene superiore del Montana), L. catulus (Eocene inferiore del Nuovo Messico), L. donkroni (Eocene inferiore del Wyoming), L. nascimentoi (Eocene inferiore del Portogallo). Altri fossili attribuiti a questo genere sono stati ritrovati in Francia, Belgio e Gran Bretagna. 
Leptacodon è considerato un membro basale dei nittiteriidi (Nyctitheriidae), un gruppo di mammiferi dalle abitudini insettivore tipici del Paleogene, forse imparentati con gli eulipotifli. 